# クラレンス・センター
クラレンス・センター（Clarence Center）は、アメリカ合衆国ニューヨーク州エリー郡にある国勢調査指定地域(CDP)である。2000年現在の人口は1747人。
2009年2月12日にコンチネンタル航空3407便墜落事故が発生した。